# Rio Babilônia
Rio Babilônia är ett vattendrag i Brasilien.   Det ligger i kommunen Santa Rita do Araguaia och delstaten Goiás, i den centrala delen av landet, 600 km väster om huvudstaden Brasília.
Omgivningarna runt Rio Babilônia är huvudsakligen savann. Runt Rio Babilônia är det mycket glesbefolkat, med 3 invånare per kvadratkilometer.